# Burdunellus
Burdunellus (Latijn voor  "kleine muilezel", mogelijk een bijnaam) († 497 in Toulouse) was een lokale heerser op het einde van de vijfde eeuw in Spanje. Zijn naam is slechts kort opgenomen in de Consularia Caesaraugustana. Onder het jaar 496 is vastgelegd dat "hij een tiran werd in Spanje", een uitdrukking die, in de politieke taal van die tijd en gezien de aard van de bron, moet betekenen dat hij probeerde de keizerlijke waardigheid en autoriteit te claimen. Het is onbekend welk deel van Spanje onder zijn invloedssfeer viel. Mogelijks was dit gelokaliseerd in de vallei van de Ebro met   Caesaraugusta, het latere Zaragoza, als zetel.
Burdenellus werd uiteindelijk in de steek gelaten door zijn aanhangers, die hem overleverden aan de legitieme autoriteiten der Visigoten. Ze stuurden hem naar Toulouse, waar Alarik II hem liet dood verbranden in een bronzen stier, wat een ongewoon lot was voor een usurpator, doch voor hem ontworpen was om hem te vernederen.